# Hassan Abdallah Mardigué
 (janvier 2019).
Si vous disposez d'ouvrages ou d'articles de référence ou si vous connaissez des sites web de qualité traitant du thème abordé ici, merci de compléter l'article en donnant les références utiles à sa vérifiabilité et en les liant à la section « Notes et références ».
 Hassan Abdallah Mardigué est le président du Mouvement pour la démocratie et la justice au Tchad (MDJT). Il est né vers 1951 à Gouro, (Ennedi, Nord du Tchad).

## Biographie
Il a été élu lors du congrès extraordinaire du mouvement de rebelles armés au régime d’Idriss Déby Itno, président du Tchad, du 15 au 21 août 2003. Confronté aux affaires des groupes salafistes algériens (qui se sont retrouvés prisonniers du mdjt), Hassan Mardigué signe un accord de paix avec le gouvernement tchadien le 18 août 2005 à Miski au Tibesti. Son représentant de l'extérieur Mahamat Mahdi Ali se déplace pour finaliser cet accord. Après sept ans de lutte, Hassan Mardigué rejoint N'Djamena en novembre 2005.